# Porhydrus obliquesignatus
Porhydrus obliquesignatus är en skalbaggsart som först beskrevs av Bielz 1852.  Porhydrus obliquesignatus ingår i släktet Porhydrus och familjen dykare. Inga underarter finns listade i Catalogue of Life.